# 單齒魢
單齒魢（學名：Girella simplicidens）又名單齒瓜子鱲，為輻鰭魚綱日鱸目魢科魢屬的其中一個種，傳統上歸類於鱸形目鿳科。
本魚分布於中東太平洋的加利福尼亞灣海域，體長可達46公分，棲息在藻類生長的岩石海岸，成群活動，以藻類及小型無脊椎動物為食。

## 擴展閱讀
維基物種上的相關：單齒魢